# KOSEN
KOSEN（別名：コセン、1984年4月29日 - ）は、日本の映画音楽家、作曲家、トラックメイカー、作詞家、マルチインストゥルメンタリスト、リミキサー。東京生まれ。
ワールドワイドでの活動を目的としたソロプロジェクトColorful Manningsや、映画音楽をはじめテレビドラマの劇伴やCM音楽の作曲家として活動している。
主に打ち込みを主体とした電子音楽の分野でサブスクをはじめBandcampやSoundCloudでも作品のリリースを行っている。
この他、ロサンゼルス在住のシンガーソングライター、Kenta Dedachiの音楽プロデュースを始め、RIP SLYME、さかいゆう、Brian the Sun、三浦祐太朗等の作品に参加。

## 略歴
- 高校卒業後、渡米。映画製作を学ぶ。
- 2008年 - Peaky SALTの一員としてバップよりメジャー・デビュー。2010年にPeaky SALT活動休止。活動休止までに2枚のオリジナル・アルバムと3枚のシングルを発表。一部の作品ではボーカルも手がけた。
- 2012年 - ILMARI、YAS、SOHNOSUKE(quasimode)と共にThe Beatmossを結成。
- 2013年 - The Beatmossの楽曲「SUPERSTAR」がアディダスオリジナルス『unite all originals らしさを、ぶつけろ。』キャンペーンソングに選ばれる。
- 2014年 - 映画『こいからっさ』・『ハッピーランディング』の音楽を担当。
- 2015年 - フジテレビ系列『妄想彼女』の音楽を担当。またThe Beatmossと並行してColorful Mannings a.k.a. KOSENとしての活動もスタート。
- 2016年 - NHK教育『ねこねこ日本史』の音楽を2020年の第5期まで担当。テレビ朝日『狙撃』の音楽を担当。Colorful Manningsとして活動を開始し1st EP『Sarah / Sarah -Nu Disco Remix-』をリリース。
- 2017年 - NHK教育『ねこねこ日本史』の音楽をまとめたサウンドトラックをリリース。またColorful Mannings名義で、『007 スペクター』中国語版の主題歌を歌うアメリカン人アーティスト、MIKHAÉLとのコラボレーションE.P.を発表。
- 2019年 - 全編音楽プロデュースしたDedachiKentaのアルバム『Rocket Science』リリース。
- 2020年 - 映画『ねこねこ日本史 〜龍馬のはちゃめちゃタイムトラベルぜよ!〜』音楽を担当。テレビ東京系列『おばけずかん』の音楽を担当。
- 2022年 - 映画『20歳のソウル』音楽を担当。

## ディスコグラフィー
KOSEN
- 2015 - 映画『ハッピーランディング』オリジナルサウンドトラック
- 2017 - NHK『ねこねこ日本史』オリジナルサウンドトラック
- 2022 - 映画『20歳のソウル』オリジナルサウンドトラック

Colorful Mannings (a.k.a. KOSEN)
- 2015 - ドラマ『妄想彼女』オリジナルサウンドトラック
- 2016 - 1st EP『Sarah / Sarah -Nu Disco Remix-』
- 2017 - 2nd EP『Wash It All Out / Wash It All Out (Chillout Remix)』
- 2017 - 3rd EP『Rescue Me / Rescue Me (Flood Remix)』
- 2017 - 4th EP『The Greatest Thing/ Thinking of You』
- 2018 - 5th EP『Heartbeat』
- 2018 - 6th EP『Dreamin' / Cry』

The Beatmoss
- 2012 - The Beatmoss Vol.1
- 2013 - The Beatmoss Vol.2

Peaky SALT
- 2009 - イツワリ台風3号
- 2009 - Peaky SALT

## 映画音楽・劇伴

### 映画
- こいからっさ（2014年）
- ハッピーランディング（2014年、テレビ朝日）
- ねこねこ日本史 〜龍馬のはちゃめちゃタイムトラベルぜよ！〜（2020年、アニプレックス）
- 20歳のソウル（2022年、日活）

### テレビドラマ
- 妄想彼女（2015年、フジテレビ）
- 狙撃（2016年、テレビ朝日）
- 暇なJD・三田まゆ～今夜、私と“優勝”しませんか～[1]（2016年、テレビ朝日）
- Q&A（2016年、テレビ朝日）
- ネット歌姫～パート主婦が、歌ってみた～（2019年、NHK）

### アニメ
- ねこねこ日本史（2016年 - 2020年、NHK教育）
- おばけずかん（2020年、テレビ東京）

その他、各種CM、ショートフィルムなど多数。